# 如庵

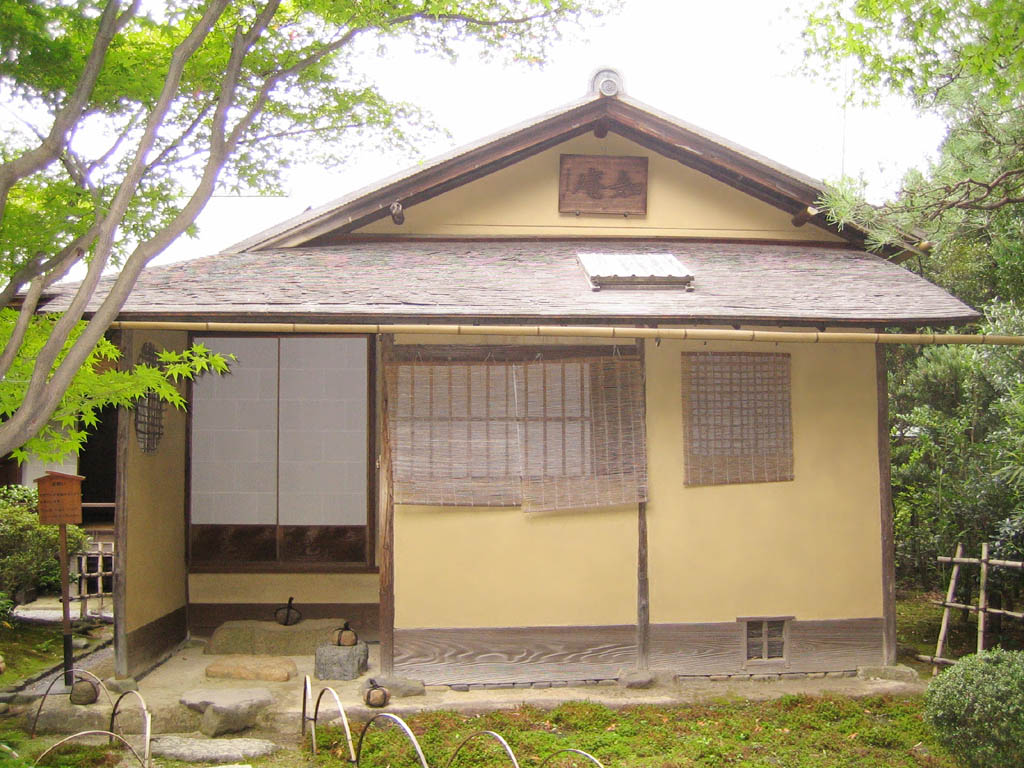
茶室如庵

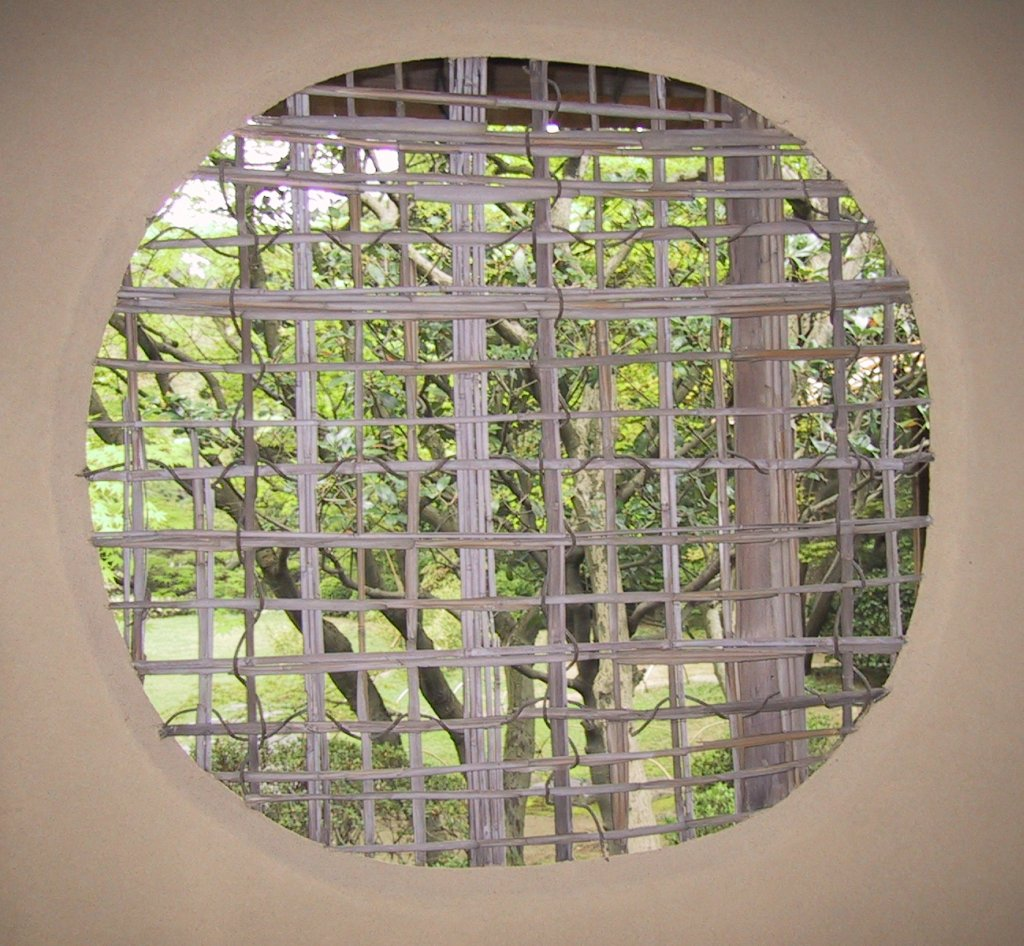
自茶室內部所見土間庇袖壁的窗

如庵（日语：／ Jo-an）是日本愛知縣犬山市有樂苑的茶室。

## 概要
1972年（昭和47年），由名古屋鐵道移建於現址。指定為國寶是在先前的1951年（昭和26年）。如庵之名一說取自庵主織田有樂齋的教名「Joan」或「Johan」。有樂齋先前建有並喜歡大坂天滿屋敷內名為如庵的茶室，在有樂苑內以「元庵」之名將其復現。現不開放參觀。